# Dues serenates (Sibelius)
Les Dues serenates, op. 69, són composicions concertants per a violí i orquestra, escrites entre 1912 i 1913 pel compositor finlandès Jean Sibelius. Són:
- Serenata núm. 1 en re major, op. 69a (Andante assai)
- Serenata núm. 2 en sol menor, op. 69b (Lento assai)

Les Dues serenates es van estrenar el 8 de desembre de 1915 durant la celebració del semicentenari del compositor. Sibelius va dirigir l'⁣Orquestra Filharmònica de Hèlsinki⁣; el solista va ser el violinista polonès-nord-americà Richard Burgin. També hi havia al programa la versió inicial de la Simfonia núm. 5 en mi bemoll major (op. 82), així com el Poema simfònic Les oceànides (op. 78).

## Instrumentació
La serenata núm. 1 va ser escrita per als instruments següents:
- Solista: violí
- Vent fusta⁣: 2 flautes, 2 oboès, 2 clarinets (en la) i 2 fagots
- Metall⁣: 4 trompes (en fa)
- Percussió⁣: timbales
- Cordes⁣: violins, violes, violoncels i contrabaix

La serenata núm. 2 té una puntuació idèntica, excepte l'addició del triangle a la secció de percussió⁣; també fa que els clarinetistes canviïn al clarinet en si♭.

## Enregistraments
La taula enumera els enregistraments disponibles comercialment de les dues serenates completes:
| No. | Director              | Orquestra                            | Solista            | Any  | Durada | Lloc de gravació                    | Segell              | Ref.  |
| --- | --------------------- | ------------------------------------ | ------------------ | ---- | ------ | ----------------------------------- | ------------------- | ----- |
| 1   | Paavo Berglund        | Bournemouth Symphony Orchestra       | Ida Haendel        | 1975 | 13:27  | Southampton Guildhall               | EMI Classics        | [ b ] |
| 2   | Vladímir Aixkenazi    | Philharmonia Orchestra               | Boris Belkin       | 1979 | 14:55  | Kingsway Hall                       | Decca               | [ c ] |
| 3   | Vernon Handley        | Radio-Symphonie-Orchester Berlin     | Ralph Holmes       | 1980 | 13:33  | Jesus-Christus-Kirche, Berlin       | Schwann, Koch       | [ d ] |
| 4   | Neeme Järvi           | Gothenburg Symphony Orchestra        | Dong-Suk Kang      | 1989 | 13:16  | Gothenburg Concert Hall             | BIS                 | [ e ] |
| 5   | Jukka-Pekka Saraste   | Finnish Radio Symphony Orchestra (2) | Joseph Swensen     | 1990 | 12:42  | Kulttuuritalo                       | RCA Red Seal        | [ f ] |
| 6   | André Previn          | Staatskapelle Dresden                | Anne-Sophie Mutter | 1995 | 13:25  | Lukaskirche, Dresden                | Deutsche Grammophon | [ g ] |
| 7   | Atso Almila           | fi                                   | Jaakko Kuusisto    | 1999 | 14:44  | Kuopio Music Center                 | Finlandia           | [ h ] |
| 8   | Thomas Dausgaard      | Danish National Symphony Orchestra   | Christian Tetzlaff | 2002 | 11:40  | Danish Radio Concert Hall (old)     | Virgin Classics     | [ i ] |
| 9   | Pekka Kuusisto        | Tapiola Sinfonietta                  | Pekka Kuusisto     | 2006 | 11:22  | Tapiola Hall, Espoo Cultural Centre | Ondine              | [ j ] |
| 10  | Douglas Bostock       | Gothenburg-Aarhus Philharmonic       | Sakari Tapponen    | 2007 | 12:20  | Frichs (Frichsparken), Aarhus       | Classico            | [ k ] |
| 11  | Santtu-Matias Rouvali | Tampere Philharmonic Orchestra       | Baiba Skride       | 2015 | 14:23  | Tampere Hall                        | Orfeo               | [ l ] |